# Xysticus lendli
Xysticus lendli är en spindelart som beskrevs av Kulczynski 1897. Xysticus lendli ingår i släktet Xysticus och familjen krabbspindlar.
Artens utbredningsområde är Ungern. Inga underarter finns listade i Catalogue of Life.